# Jean Boiteux
Jean Auguste Boiteux, född 20 juni 1933 i La Ciotat, död 11 april 2010 i Bordeaux, var en fransk simmare.
Boiteux blev olympisk mästare på 400 meter frisim vid sommarspelen 1952 i Helsingfors.